# Піттсфорд (Нью-Йорк)
Піттсфорд (англ. Pittsford) — місто (англ. town) в США, в окрузі Монро штату Нью-Йорк. Населення — 29 405 осіб (2010).

## Демографія
Згідно з переписом 2010 року, у місті мешкало 29 405 осіб у 10 341 домогосподарстві у складі 7666 родин. Було 10744 помешкання
Расовий склад населення:
| - 89,3 % — білих - 6,8 % — азіатів - 1,7 % — чорних або афроамериканців - 0,1 % — корінних американців |

До двох чи більше рас належало 1,5 %. Частка іспаномовних становила 2,3 % від усіх жителів.
За віковим діапазоном населення розподілялося таким чином: 23,6 % — особи молодші 18 років, 58,9 % — особи у віці 18—64 років, 17,5 % — особи у віці 65 років та старші. Медіана віку мешканця становила 42,9 року. На 100 осіб жіночої статі у місті припадало 86,7 чоловіків;  на 100 жінок у віці від 18 років та старших — 82,9 чоловіків також старших 18 років.
Середній дохід на одне домашнє господарство  становив 162 778 доларів США (медіана — 110 544), а середній дохід на одну сім'ю — 189 947 доларів (медіана — 130 753). Медіана доходів становила 104 420 доларів для чоловіків та 61 328 доларів для жінок. За межею бідності перебувало 3,3 % осіб, у тому числі 2,2 % дітей у віці до 18 років та 4,4 % осіб у віці 65 років та старших.
Цивільне працевлаштоване населення становило 13 981 особа. Основні галузі зайнятості: освіта, охорона здоров'я та соціальна допомога — 35,7 %, науковці, спеціалісти, менеджери — 16,4 %, виробництво — 10,9 %, роздрібна торгівля — 7,9 %.